# Masacrul de la Ghidighici
Masacrul de la Ghidighici se înscrie în seria evenimentelor violente care au avut loc în România în vara anului 1941.
Ghidighici, localitate aflată la circa 10 kilometri vest de Chișinău, intrase în  vara anului 1941 în etapa de împietruire a șoselei Iași - Ungheni - Chișinău. Acțiunea de împietruire fusese hotărâtă de Marele Cartier General al Armatei Române. Astfel, în gara Ghidighici, pentru realizarea muncilor de încărcare a pietrei de pe rampă au fost aduși 400 de evrei și 10 evreice, acestea din urmă având rolul de a prepara mâncarea lucrătorilor. La 28 august 1941, un tren care transporta militari români spre front s-a oprit pentru șapte ore pe una din liniile gării. O parte a militarilor, unii cu simpatii legionare, plictisiți și de staționarea îndelungată, i-au agresat verbal și i-au atacat cu pietre  și cu patul puștii pe lucrătorii evrei. Doisprezece evrei au suferit răni grave și au fost transportați la spitalul din Chișinău. Lucrătorii evrei s-au plâns forurilor superioare ale armatei române din Chișinău. Acestea au format o comisie de anchetă, sub comanda generalului Panițiu, și au concluzionat că militarii aflați în gara Ghidighici nu ar fi făcut altceva decât să se apere, evreii fiind, de fapt, cei care atacaseră trupele române. Evreii au fost găsiți vinovați și mitraliați de plutoane de execuție. Acțiunea a fost dusă la îndeplinire de Compania 2 din Batalionul 10 Mitraliere Divizionar aflată sub comanda locotenent-colonelului Nicolae Deleanu și a maiorului Eugen Bălăceanu. Soldații au început să tragă la ordinul lui Deleanu: "Dă-le apă". O sursă apropiată zilelor noastre susține că numărul evreilor executați s-ar fi ridicat la peste 300. În link-ul acestei ultime surse poate fi vizualizată și o imagine a gării Ghidighici. Într-o mare măsură uciderile fuseseră premeditate. O spune și cercetătorul Paul A. Shapiro: "Indiferent de detalii, este limpede că uciderile fuseseră plănuite și se pare că incidentul de la gară a reprezentat, pur și simplu, un factor declanșator".